# 유불해
하간공왕 유불해(河間共王 劉不害, ? ~ 기원전 126년)는 중국 전한의 황족 · 제후왕으로, 전한 경제의 손자며 하간헌왕의 아들이다. 한서 제후왕표에서는 이름을 유부주(劉不周)로 표기한다.
아버지가 하간헌왕 26년(기원전 130년)에 죽자 하간왕 자리를 계승했고, 하간공왕 4년(기원전 126년)에 죽어 아들 하간강왕이 뒤를 이었다.